# Akidolestes
L'akidoleste (Akidolestes cifellii) è un mammifero estinto, vissuto nel Cretaceo inferiore (circa 120 milioni di anni fa). I suoi resti sono stati ritrovati in Cina, nella famosa formazione Yixian nel Liaoning.

## Significato dei fossili
Questo animale è conosciuto per uno scheletro quasi completo, che ha permesso agli studiosi una dettagliata ricostruzione. Akidolestes mostra alcune caratteristiche dei mammiferi più primitivi che si conoscano al giorno d'oggi (i monotremi), ma sembrerebbe imparentato con i mammiferi più evoluti (i teri).
Questo mammifero non ha parenti odierni, e appartiene a un antico gruppo di mammiferi imparentati con i teri (la sottoclasse che contiene marsupiali e placentati) noto come simmetrodonti, più precisamente alla superfamiglia degli spalacoterioidi (Spalacotherioidea). Al contrario di altri membri di questo clade, Akidolestes mostra alcune caratteristiche da prototerio: ad esempio, erano presenti le costole cervicali, una condizione altrimenti conosciuta solo nei monotremi e in altri mammiferi basali come Repenomamus e Fruitafossor. Altri aspetti primitivi di Akidolestes riguardano la forma del pube e la postura delle zampe posteriori. In ogni caso, altri aspetti dello scheletro, della dentatura e del cranio suggeriscono fortemente che Akidolestes appartenesse agli spalacoterioidi. Gli scienziati autori della scoperta (Luo & Li) ipotizzano che queste caratteristiche primitive siano state riacquisite in questo gruppo come risultato di una convergenza evolutiva, o come un ritorno a un precedente stadio di sviluppo.

## Significato del nome
Il nome del genere, Akidolestes, deriva dal greco akido (“appuntito”) e lestes (“ladro”). Akido si riferisce al muso appuntito e lestes è un suffisso comune per i mammiferi fossili di piccola taglia. L'epiteto specifico, cifellii, è in onore di Richard L. Cifelli, un famoso ricercatore nel campo dei mammiferi fossili.